# Hyophila dentata
Hyophila dentata là một loài rêu trong họ Pottiaceae. Loài này được Cardot mô tả khoa học đầu tiên năm 1913.